# Trhanov
Trhanov là một làng thuộc huyện Domažlice, vùng Plzeňský, Cộng hòa Séc.